# كولن هولدر
كولن هولدر (بالإنجليزية: Colin Holder) هو مدرب كرة قدم ولاعب كرة قدم بريطاني في مركز الهجوم، ولد في 6 يناير 1944 في شلتنهام في المملكة المتحدة. لعب مع نادي كيدرمينستر هاريرز لكرة القدم.